# Wahlstimmen (Walzer)
Wahlstimmen ist ein Walzer von Johann Strauss Sohn (op. 250). Das Werk wurde am 28. Januar 1861 im Sofienbad-Saal in Wien erstmals aufgeführt. 